# Édouard-Wilfred Buquet
Édouard-Wilfred Buquet (* 1866) war ein französischer Lampendesigner. Sein bekanntestes Objekt ist eine Schreibtischleuchte mit der Bezeichnung EB 27, die sich aus seinen Initialen und dem Jahr der Patentvergabe 1927 zusammensetzt.

## Leben und Werk
Über das Leben Édouard-Wilfred Buquets ist wenig bekannt. Nachforschungen aus den 1970er Jahren ergaben, dass er 1925 die zweiarmige Schreibtischleuchte „EB 27“ (91,5 cm maximale Höhe mit einem Fußsockel von 15 cm Durchmesser) entworfen und aus vernickeltem Messing, Aluminium und lackiertem Holz handgefertigt hatte. Am 9. Februar 1927 erhielt er vom Ministère du Commerce et l’Industrie in Paris das Patent für seine Lampe, im Besonderen für die flexiblen Teile. Der Sockel der rationalisierten Lampe kann auch an einer Wand oder einer abgewinkelten Fläche montiert werden. Die gelenkigen, gegengewichtigen Arme können in jeden Winkel justiert und gedreht werden, um so Licht in einem großen Radius auszubringen. Nach dem Patent kann die Lampe „durch leichteste Berührung bewegt“ werden.
Das Objekt wurde populär durch Lucien Rollins Desk of a Technician aus Eiche und schwedischer Birke, den er mit der Lampe auf dem Salon der Société des artistes décorateurs 1929 ausstellte. Weitere Verbreitung fand Buquets Design durch Veröffentlichungen in französischen Zeitschriften gegen Ende der 1930er Jahre. Die „Buquet-Tischlampe“ war einer der populärsten Lampenentwürfe des Arts déco und der Zwanziger Jahre und wurde gerne in die Einrichtungsdesigns von Architekten wie Le Corbusier, Marcel Breuer, Joubert and Petit, Maurice Barret, Louis Sognot oder Marcel Coard mit eingebunden.
Buquet entwarf und produzierte bis 1940 mehrere Variationen der Lampe, wobei sich die zweiarmige Version durch ihre Funktionalität als die beliebteste herausstellte. Manche Ausführungen waren auch versilbert. Ein Exemplar der Lampe „EB 27“ befindet sich im Museum of Modern Art von New York City. Der Preis für eine Originallampe wurde 1997 mit 10.000 US$ angegeben.